# Alexanderromanen
Alexanderromanen (Alexandersagan) är en av de tidigast uppkomna varianterna av romanen som genre - från 300-talet på grekiska - och är fritt behandlade historiska biografier och legendsamlingar om Alexander den store. Genren kom att bli populär under medeltiden, och resulterade i många variationer.
Den äldsta levnadsskildringen skrevs på grekiska omkring 200 e.Kr. i Egypten och går under Kallisthenes namn. Till Europa kom den i två latinska bearbetningar. Den italienske archipresbytern Leo från 900-talet ligger till grund för de flesta bearbetningarna. Bo Jonsson Grip initierade omkring 1380 en rimmad översättning av Alexandersagan. Även en prosaisk översättning finns. 
Den svenska versionen Konung Alexander omfattar över 10 000 verser och är utgiven av A Ahlstrand, och alltså inte som titelbladet anger, av Gustaf Edvard Klemming. Enligt en uppmärksammad men svagt underbyggd hypotes av Anton Blanck (senast publicerad i författarens Ur samma synvinkel, 1935), skulle dikten kunna karakteriseras som en nyckelroman, där Alexander skulle representera Bo Jonsson Grip och Darius Albrekt av Mecklenburg.